# Седугин, Василий Иванович
Васи́лий Ива́нович Седугин (8 января 1935 — 12 сентября 2013) — российский историк, писатель. Доктор исторических наук, профессор кафедры «История, философия и культурология» Новомосковского Института РХТУ им. Д. И. Менделеева. Автор краеведческих трудов по истории города Новомосковска (Тульская область), Новомосковской ГРЭС, химико-механического техникума (ныне политехнический колледж), колхоза «Истоки Дона» и НИ РХТУ им. Д. И. Менделеева (в соавторстве), а также ряда исторических романов, посвящённых истории Древней Руси.

## Биография
Родился 8 января 1935 года в селе Мишуково Порецкого района Чувашии. Окончил начальную школу. В 1947 году семья Седугиных переехала в город Алатырь, где Василий поступил в 5-й класс средней школы № 8. После её окончания в 1953 году поступил в Казанский педагогический институт на исторический факультет. Окончил институт в 1957 году.
В 1957 году призван в ряды Вооружённых сил. Служил в городе Саратове. В 1960 году по окончании службы в рядах Советской Армии, работал преподавателем истории в средней школе города Саратова.
Также работал монтажником на Саратовской ГЭС, матросом и кочегаром на судах Мурманского тралфлота, подручным кузнеца на Челябинском тракторном заводе, директором клуба в Челябинской области. С 1968 года на преподавательской работе в городе Алатыре: учитель истории в средних школах № 1, № 3 и в автодорожном техникуме (по другим данным — в лесотехническом техникуме).
В 1970—1973 годах — аспирант педагогического института города Рязани, защитил кандидатскую диссертацию «Борьба большевиков Среднего Поволжья против меньшевиков накануне и в период русской революции (1903—1907 гг.)».
С середины 1970-х годов работал в Новомосковском филиале химико-технологического университета имени Д. И. Менделеева (НФ МХТИ, ныне Новомосковский институт РХТУ им. Д. И. Менделеева). С 1994 года — доктор исторических наук, защитил диссертацию на тему «Социал-демократы и кадеты Поволжья в начале XX века (1905 — март 1917 гг.)» С 1996 года — профессор кафедры «История, философия и культурология».
Работал деканом гуманитарного факультета, заведующим кафедрой истории. С 2005 — декан факультета гуманитарных наук. Действительный член Петровской академии наук и искусств, член комиссии при губернаторе Тульской области в сфере науки имени К. Д. Ушинского.
Область научных интересов — история партийных и общественных движений Среднего Поволжья. Кроме научных трудов, В. И. Седугин проводил краеведческие исследования и издавал художественно-исторические произведения. Его имя занесено на Доску почёта Алатырской городской администрации, раздел «Наши учёные».
Умер 12 сентября 2013 года.

## Труды
Монографии и научные публикации:
- Седугин В. И. Большевики Поволжья против кадетов. (1905—1917). Саратов. 1990
- Седугин В. И. Кадеты Поволжья в начале XX века. (1905—1917) Новомосковск. 1990
- Седугин В. И. Либералы Центральной России в начале XX века (1905-март 1917 гг.) Федер. агентство по образованию Рос. Федерации, Рос. хим.-технол. ун-т им. Д. И. Менделеева, Новомоск. ин-т (фил.). — Новомосковск : НИ РХТУ, 2009. — 185 с.- 100 экз. — ISBN 978-5-7237-0642-2
- Земляков Ю. Д., Седугин В. И., Бирюкова Э. А. и др. Социально-экономические, исторические и культурные аспекты развития города Новомосковска и Новомосковского района. Федер. агентство по образованию Рос. Федерации, Рос. хим.-технол. ун-т им. Д. И. Менделеева, Новомоск. ин-т (фил.). — Новомосковск: НИ РХТУ, 2009. — 217 с. — 150 экз. — ISBN 978-5-7237-0658-3
- Седугин В. И. Новомосковск: Очерк истории. — М.: Изд-во РОУ, 1996. — 80 с. — ISBN 5-204-00094-1.
- Седугин В. И., Шакиров Ю. А. Новомосковск: краткий исторический очерк // Социально-экономические, исторические и культурные аспекты развития города Новомосковска и Новомосковского района / ФГБОУ ВО Российский химико-технологический университет им. Д.И. Менделеева, Новомосковский институт (филиал). — Новомосковск, 2009. — С. 7-24.
- Седугин В. И. Новомосковск: Очерк истории. — 2-е изд., доп. — Новомосковск, 2009. — 140 с. — 50 экз. — ISBN 978-5-7237-0660-6.
- Седугин В. И. Новомосковск: Очерк истории. — 3-е изд., доп. — Тула, 2010. — 186 с.
- Седугин В. И. Кадеты Поволжья в начале XX века (1905-март 1917 гг.). 2012.

Краеведческие исследования:
- Седугин В. И. «Истоки Дона». История колхоза (60 лет). — Новомосковск, 1991. — 81 с.
- Седугин В. И. Старейшее учебное заведение: из истории Новомосковского химико-технологического техникума / В. Седугин. — Тула: Приок. кн. изд-во, 1991. — 48 с.
- Седугин В. И. Новомосковская ГРЭС: очерк истории. — Новомосковск, 1993. — 119 с. — ISBN 5-85161-008-5.
- Седугин В. И. Новомосковск. — М.: Издательство УРАО, 1998. — 96 с.
- Седугин В. И. Из прошлого нашего края / У истоков Дона: ист.-лит. альм. — Тула, 2001. — Т. 1. — С. 21—37.

Художественная литература:
- Шёл июль сорок первого года. Военно-приключенческая повесть. М.: Военное издательство. 1983.
- Седугин В. И. Князь Игорь. — М.: Эксмо, Яуза, Лепта Книга, 2008. — 288 с. — (Русь изначальная). — 3000 экз. — ISBN 978-5-903339-53-2.
- Седугин В. И. Князь Рюрик. — М.: Эксмо, Яуза, 2009. — 384 с. — (Русь изначальная). — 6000 экз. — ISBN 978-5-699-29215-8.
- Седугин В. И. Князь Кий. — М.: Эксмо, Яуза, 2009. — 320 с. — (Русь изначальная). — 4000 экз. — ISBN 978-5-699-33158-1.
- Седугин В. И. Аскольд и Дир. — М.: Эксмо, Яуза, 2009. — 256 с. — (Русь изначальная). — 3000 экз. — ISBN 978-5-699-37299-7.
- Седугин В. И. Владимир Мономах. — М.: Эксмо, Яуза, 2010. — 320 с. — (Русь изначальная). — 4000 экз. — ISBN 978-5-699-44341-3.
- Седугин В. И. Князь Игорь. — М.: Эксмо, 2011. — 320 с. — (Русь изначальная). — 5000 экз. — ISBN 978-5-699-47260-4.
- Седугин В. И. Князь Гостомысл — славянский дед Рюрика. — М.: Эксмо, 2011. — 320 с. — (Русь изначальная). — 5000 экз. — ISBN 978-5-699-47713-5.
- Седугин В. И. Князь Олег. — М.: Вече, 2012. — 320 с. — ISBN 978-5-9533-6295-5.